# Đám rối tĩnh mạch hình dây leo
Đám rối tĩnh mạch hình dây leo (tiếng Anh: pampiniform plexus, từ tiếng Latinh pampinus, hình tua giống dây leo, + forma, hình dạng) là một đám rối tĩnh mạch (mạng lưới gồm nhiều tĩnh mạch nhỏ) nằm ở thừng tinh của nam giới và dây chằng treo buồng trứng. Ở nam giới, đám rối cấu tạo bởi nhiều tĩnh mạch tinh hoàn từ mặt sau của tinh hoàn và các nhánh tách ra từ mào tinh.

## Ở nam giới
Các tĩnh mạch thuộc đám rối tĩnh mạch hình dây leo lên dọc theo thừng tinh ở phía trước ống dẫn tinh. Phía dưới lỗ bẹn nông, chúng hợp nhất để tạo thành ba/bốn tĩnh mạch, đi dọc theo ống bẹn, và đi vào ổ bụng qua lỗ bẹn sâu, kết hợp lại để tạo thành hai tĩnh mạch. Các tĩnh mạch này lại hợp nhất để tạo thành một tĩnh mạch duy nhất mang tên tĩnh mạch tinh hoàn. 2 tĩnh mạch tinh hoàn ở hai bên đổ vào hai vị trí khác nhau: Tĩnh mạch ở bên phải đổ vào tĩnh mạch chủ dưới và tĩnh mạch ở bên trái đổ vào tĩnh mạch thận trái. Đám rối tĩnh mạch hình dây leo là cấu trúc có khối lượng nặng nhất của thừng tinh.
Ngoài chức năng của nó trong việc đưa máu tĩnh mạch từ tinh hoàn, đám rối tĩnh mạch hình dây leo còn có vai trò trong việc điều chỉnh nhiệt độ của tinh hoàn. Đám rối hoạt động như một bộ trao đổi nhiệt ngược dòng, "làm mát" máu ở các động mạch lân cận. Sự to lên bất thường của đám rối tĩnh mạch hình dây leo là bệnh giãn tĩnh mạch thừng tinh.

## Ở nữ giới
Ở nữ giới, đám rối tĩnh mạch hình dây leo dẫn máu từ buồng trứng. Tĩnh mạch ở buồng trứng phải đổ về tĩnh mạch chủ dưới. Tĩnh mạch ở buồng trứng trái đổ vào tĩnh mạch thận trái trước khi đổ vào tĩnh mạch chủ dưới.